# 宮川賢
宮川 賢（みやかわ まさる、1963年〈昭和38年〉1月21日 - ）は、東京都中野区大和町出身のタレント・脚本家・演出家・劇団主宰者・放送作家・ラジオパーソナリティ・アーティスト・実業家（制作会社社長）。練馬区大泉学園在住。既婚、1男1女あり。

## プロフィール
高円寺で生まれ育つ。18歳で家を売払い、吉祥寺に引越す。
学歴：東京都立荻窪高等学校卒業→日本大学経済学部卒業。後年自身のラジオ番組『バツラジ』（TBSラジオ）内で母校の荻窪高校がなくなることを惜しんでいたが、定時制課程に改組されたものの学校は残った。
趣味はサッカー観戦、サイクリング、ランニング、バイク、ドライブ、旅行、家庭菜園。特に、スペインリーグリーガ・エスパニョーラの名門、FCバルセロナの大ファン。2人兄弟でノボルという名の弟がいる。家族は妻、子供(長男、長女)が2人。
パソコン通でもあり、インターネット普及前からPC98などを愛用したり、専用回線を敷いていた。また一太郎などのソフトも愛用しているとラジオ番組で語っていたことがある。
バイク好きとしても知られており、自身のラジオ番組でもバイクの話題が尽きない。
近年では自らのポッドキャストやYouTubeにて、「政国 燦多朗(まさくに さんたろう)」名義（※本人はあくまでも別人と言ってる）で日記代わりとして、日々の雑感、ニュース解説、趣味等の音声コンテンツを配信している。
祖父は明治時代後期に岩手県から北海道に渡り、道南の観光地『大沼公園』および周辺を開発した宮川勇。

## ラジオパーソナリティ
根っからのラジオ好きであり、長らくTBSラジオでレギュラー番組を担当していた（TBSラジオ以外でもレギュラー番組を持っている）。また、現在出演中の放送局以外の番組についても造詣が深い。
TBSラジオで番組を持つようになったのは、1992年頃、中野俊成（放送作家）の紹介による。最初はあるパーソナリティの構成作家を担当するのだと思い、企画会議で番組構成を提案していたが、収録間近になって、自分がパーソナリティとして喋る番組であることを告げられ、驚く。
その後、TBSラジオを中心にパーソナリティとして活躍するようになり、事務所に録音ブースを所有し、ラジオ番組を自社制作している。現在はパーソナリティのみならず、東京アナウンス学院や、芸能事務所人力舎のお笑い養成学校スクールJCAにて、俳優やラジオパーソナリティに関する授業の講師としても活躍している。

## 出演番組

### 出演中のラジオ番組
- 宮川賢のまつぼっくり王国（tbcラジオほか6局ネット 2006年10月 -  ※首都圏ではRFラジオ日本で2017年9月まで放送）
  - 宮川賢のまつぼっくり王国(生放送)（TBCラジオ 2005年10月9日 - 2006年3月26日、日曜17:25 - 19:30）→宮川賢のまつぼっくり小国
- 政国燦多朗 スコやかEmpathy（ウルトラFM 2023年7月3日 - 月曜20:00 - 20:30、ナナコライブラリーエフエム 月曜22:30 - 23:00）※政国燦多朗の名義
- 宮川賢かんらからから（RFラジオ日本 2024年10月6日 - 、日曜3:30 - 4:00（土曜深夜））

### 出演していたラジオ番組
- 誰なんだお前は （TBSラジオほか 1992年10月 - 1993年3月、日曜3:00 - 5:00内での約30分（土曜深夜））
- パックインミュージック21 （TBSラジオほか 1993年1月 - 1993年9月、水曜2:00 - 3:00（火曜深夜））
- 宮川賢のヌーベルファルク （TBSラジオ 1994年1月9日、20:00 - 21:00） ※単発番組
- 宮川賢の深夜ビタミン族 （TBSラジオ 1994年4月 - 1994年9月、日曜3:00 - 5:00（土曜深夜））
- 土曜裏ワイド 宮川賢のラジオはナメるな! （TBSラジオほか 1994年10月 - 1995年9月、日曜2:00 - 5:00（土曜深夜）。1995年4月以降は2:30 - 5:00（土曜深夜）） ※ネット局は一貫して3:00 - 5:00（土曜深夜）
- 宮川賢の誰なんだお前は!? （TBSラジオ 1995年10月 - 1998年9月、月 - 金の夜ワイド。放送時間は該当項目を参照）
- 宮川賢の夜会 （TBSラジオほか 1998年12月 - 2000年3月、月曜2:00 - 4:00（日曜深夜）不定期放送 → 99年10月以降、ネット局ありで、日曜4:00 - 4:30（土曜深夜））
- デジタル怪傑頭巾 デジ虫 （TBSラジオほか 1999年頃 - 2001年9月、日曜3:00 - 4:00（土曜深夜）） ※月一ゲスト「電子メール虎の穴」に出演
- 宮川賢のカストリRADIO 2000GT （TBSラジオほか 2000年4月 - 2000年9月、月曜19:00 - 21:00）
- ひとの人生覗き見バラエティ〜宮川賢の穴! （TBSラジオ 2000年10月 - 2001年3月、月曜19:00 - 21:00）
- TBSラジオ傑作選 宮川賢の歌だ!ラジオだ!人生だ! （2007年2月24日、20:00 - 22:00）※単発番組
- 夜な夜なニュースいぢり X-Radio バツラジ（TBSラジオ、TBCラジオ 2003年9月29日 - 2008年9月25日、火 - 金曜0:00 - 1:00（月曜深夜 - 木曜深夜））
- サタデー大人天国! 宮川賢のパカパカ行進曲!!（TBSラジオほか 2003年10月4日 - 2016年4月2日、土曜15:00 - 16:50）
  - サタデー大人天国! 宮川賢のパカパカ90分（TBSラジオ 2001年4月7日 - 2003年9月27日、土曜15:30 - 16:55）
  - TBSラジオショッピング（TBSラジオ 2001年-2016年、土曜16:55-17:00、不定期出演）
- 簡易恋愛プログラム 宮川賢のデートの時間でそ?!（2016年4月2日 - 2019年12月28日（JRNネット各局）、2016年4月16日 - 2019年12月28日（TBSラジオ））

TBSラジオ以外
- サントリー・サタデー・ウェイティング・バー（TOKYO FMほかJFN全国ネット 1992年4月 - 2013年3月、土曜17:00 - 17:55） ※取手豪州役、公式には何も発表されていないが、取手の声からは宮川以外の何者でもないことが窺える。また「宮川賢」本人として、出演したこともある。
- 宮川賢のニュース穿ち節 （TBCラジオ 2006年4月3日 - 2006年9月25日、月曜18:30 - 19:00）
- 宮川賢のおはよう!スプーン（RFラジオ日本 2010年4月5日 - 2012年9月27日、月 - 木曜6:30 - 8:55）
- はみだし しゃべくりラジオ キックス（山梨放送 2013年4月5日 - 2015年3月27日、金曜13:00  - 16:30）
- 宮川賢の日曜!えぴきゅりあんevery（RFラジオ日本 2013年4月21日 - 2015年3月29日、日曜18:00 - 21:00）
- RadioジュエルBOX「クジハンズ」（RFラジオ日本 2015年4月 - 2017年3月、土曜21:30 - 22:00）
- アルティメット・ハッピネス（RFラジオ日本 2017年4月1日 - 2018年3月31日、土曜1:30 - 2:00（金曜深夜））※DJメイピルとして
- 冗談スナイパー（RFラジオ日本 2020年1月5日 - 4月26日、日曜2:00 - 2:30（土曜深夜））
- チルってる★Night（ウルトラFM 2020年1月10日 - 3月27日、金曜22:00 - 23:00）
- 宮川賢MT マニュアルトランスミッション（RFラジオ日本 2018年4月7日 - 2022年12月31日、土曜1:30 - 2:00（金曜深夜））
- 政国燦多朗 スコやかアドベンチャー（RFラジオ日本 2023年1月7日 - 4月1日、土曜1:30 - 2:00（金曜深夜））※政国燦多朗の名義
- 政国燦多朗 スコやかMusic（ウルトラFM 2022年10月3日 - 2023年6月26日、月曜20:00 - 20:30）※政国燦多朗の名義
- アメニティルーム（RFラジオ日本 2024年4月7日 - 9月29日、 日曜3:30 - 4:00（土曜深夜））

時期不明
- 岸谷五朗の東京RADIO CLUB （TBSラジオ） ※「袴田タケシ」名義で出演。
- デイリイ宮川 （インターネットラジオ klap 月曜〜金曜）

### 出演していたテレビ番組
- 江角マキコの恋愛の科学（フジテレビ）（1998年10月 - 1999年3月）
- タモリ倶楽部（テレビ朝日）
- ライオンのいただきます（フジテレビ）
- 笑っていいとも!（フジテレビ）
- 冗談画報（フジテレビ）
- 冗談画報2（フジテレビ）
- ウッチャンナンチャンのやるならやらねば!（フジテレビ）
- 邦ちゃんのやまだかつてないテレビ（フジテレビ）
- ダウンタウンのごっつええ感じ（フジテレビ）
- ミミセン!（TBSテレビ）
- ロンロバ!金メダル（TBSテレビ）
- ずっと好きな歌（BSフジ）
- アカプルコで乾杯 さんまのほんじゃたのんます（フジテレビ）

### その他出演（インターネットラジオ等）
- お前の母ちゃん、宮川賢!?（2219.jp）
- ニンニンちくび（2219.jp 、月曜22:00-22:30）
- アイドルこんすく!（DMM）
- 宮川賢のオールナイトニッポンモバイル（モバイル1242、レコチョク）
- 石川よしひろと宮川賢のオールナイトニッポンモバイル（モバイルのみ ※Raditalにてネット配信）
- 宮川賢·石川よしひろ 内省ボーイズ（ポッドキャスト 2021年1月31日 - 、日曜不定期で更新）
- 政国燦多朗 スコやかch（YouTube 2022年6月13日 - 、不定期で更新 ）※政国燦多朗の名義
- 政国燦多朗 スコやかland（ポッドキャスト 2022年7月9日 - 、ほぼ毎日更新）※政国燦多朗の名義

## 作家・構成を担当した番組
- 五コマくん（フジテレビ）
- KURA・KURA（テレビ朝日）
- ウッチャンナンチャンのやるならやらねば!（フジテレビ）
- 湘南リバプール学院（フジテレビ）
- 石川よしひろのオールナイトニッポン（ニッポン放送）
- Vジャンプ海賊ステーション（ニッポン放送）
- 古田新太と犬山犬子のサンデーおちゃめナイト（ニッポン放送）
- THE夜もヒッパレ（日本テレビ）
- ラジオ黄金時代（JFNC）
- 米長邦雄の人生さわやか流（文化放送）
- サントリー・サタデー・ウェイティング・バー（TOKYO FM）

## 劇団
1988年から主宰する劇団ビタミン大使ABCの公演に俳優として出演し、自ら構成演出を手がけている。

## 著書
- 『ちうちう団〈vol.1〉ぼくの、ひみつのともだち』（イラスト・岡本順、ポプラ社、1998年、ISBN 978-4591061824）
- 『宮川賢戯曲集―「Ph-2顆粒」「黒くなる」「眠る夢、見る夜」「ザ・ストーカーズ」』興陽館、2003年、ISBN 978-4877231422）